# Nicolaus Fuss
Nicolas Fuss (Basileia, Suíça, 29 de janeiro de 1755 — São Petersburgo, Rússia, 4 de janeiro de 1826) foi um matemático suíço que viveu a maior parte de sua vida na Rússia.
Fuss nasceu em Basileia, Suíça. Foi para São Petersburgo, Rússia, para trabalhar como assistente de Leonhard Euler de 1773 a 1783, onde permaneceu até morrer. Contribuiu com a trigonometria esférica, equações diferenciais, óptica de microscópios e telescópios, geometria diferencial e ciências atuariais. Também contribui com a geometria euclidiana, incluindo o problema de Apolônio.
Em 1797 foi eleito membro da Academia Real das Ciências da Suécia. De 1800 a 1826, Fuss foi secretário permanente da
Academia de Ciências de São Petersburgo. Morreu em São Petersburgo.

## Família
Nicolaus Fuss casou com Albertine Benedikte Philippine Luise Euler (1766-1822), neta de Leonhard Euler, filha de Johann Albrecht Euler (1734-1800) e sua mulher Anna Sophie Charlotte Hagemeister. Pauline Fuss, sua filha, casou com o químico russo Genrikh Struve.